# Kitty Kluppell
Kitty Kluppell (Rotterdam, 12 januari 1897 — Voorburg, 13 oktober 1982) was de artiestennaam voor Catharina Willemine Frederica Kluppell, een Nederlands actrice en zangeres.
In 1919 wist ze na een visite aan haar vaders zakenvriend Maurits Binger, een filmproducent, een figurantenrol te bemachtigen in De damescoupeur (1919). Zodoende was ze tot en met 1924 actief in stomme films. In een later interview vertelde ze dat ze goed betaald kreeg: "Voor een hoofdrol ontvingen wij gemiddeld 500 gulden, waarvoor wij drie weken draaiden."
Kluppell was ook werkzaam als zangeres. Ze wordt het best herinnerd voor haar lied Zo nodig is een man nou ook weer niet. Bovendien was ze actief in het theater. In 1924 vervulde ze een belangrijke rol in het kluchtige toneelstuk Mijn baby.
Kluppell trouwde eerst met acteur Pierre Perin, maar ze vroegen al snel een echtscheiding aan. Op 23 juni 1928 trouwde ze vervolgens met Cornelis Johannes van Velzen. In de jaren 50 brak ze door als cabaretière. Ze was in verschillende cabaretprogramma's te zien, waaronder In de Winckel van Sinckel (1953), Waar de Blanke Top der Duinen (1954) en Huis, Tuin en Keuken (1955). Ze stierf op 85-jarige leeftijd.